# The Journal of Human Resources
Pour les articles homonymes, voir JHR.
The Journal of Human Resources (JHR) est une revue académique en économie appliquée. Contrairement à ce que son titre suggère, ce n’est pas un journal de gestion des ressources humaines.